# HC Stadion Litoměřice
Der Hockey Club Stadion Litoměřice ist ein tschechischer Eishockeyclub aus Litoměřice, der seit 2010 in der zweitklassigen 1. Liga spielt.

## Geschichte
Die Geschichte des organisierten Eishockeysports in Litoměřice begann mit der Gründung von Radobýl Litoměřice im Jahre 1949. Diese Mannschaft wurde 1957 in VTJ Dukla Litoměřice umbenannt und in einen Militärsportverein umgewandelt.
In den Spielzeiten 1961/62 und 1963/64 nahm die VTJ Litoměřice mit mäßigem Erfolg an der höchsten tschechoslowakischen Eishockeyliga teil und spielte ansonsten in der zweiten Spielklasse. Die Heimspiele wurden bis Anfang der 1970er Jahre im benachbarten Lovosice ausgetragen. 1969 begann der Bau eines offenen Eisstadions mit einer Kapazität von 5000 Plätzen, der drei Jahre später beendet wurde. Durchgeführt wurde der Bau von der lokalen Militäradministration am Standort Litoměřice.
Am 8. Juni 1970 wurde in Litoměřice die Sportvereinigung TJ Rudá hvězda Litoměřice gegründet und hatte zu Beginn Abteilungen für Fußball und Sportschießen. Bis zum Jahresende 1971 wurden zusätzlich Abteilungen für Judo, Schach, Karate und Eishockey etabliert, damit gab es in der Folge zwei Eishockeymannschaften in der Stadt.

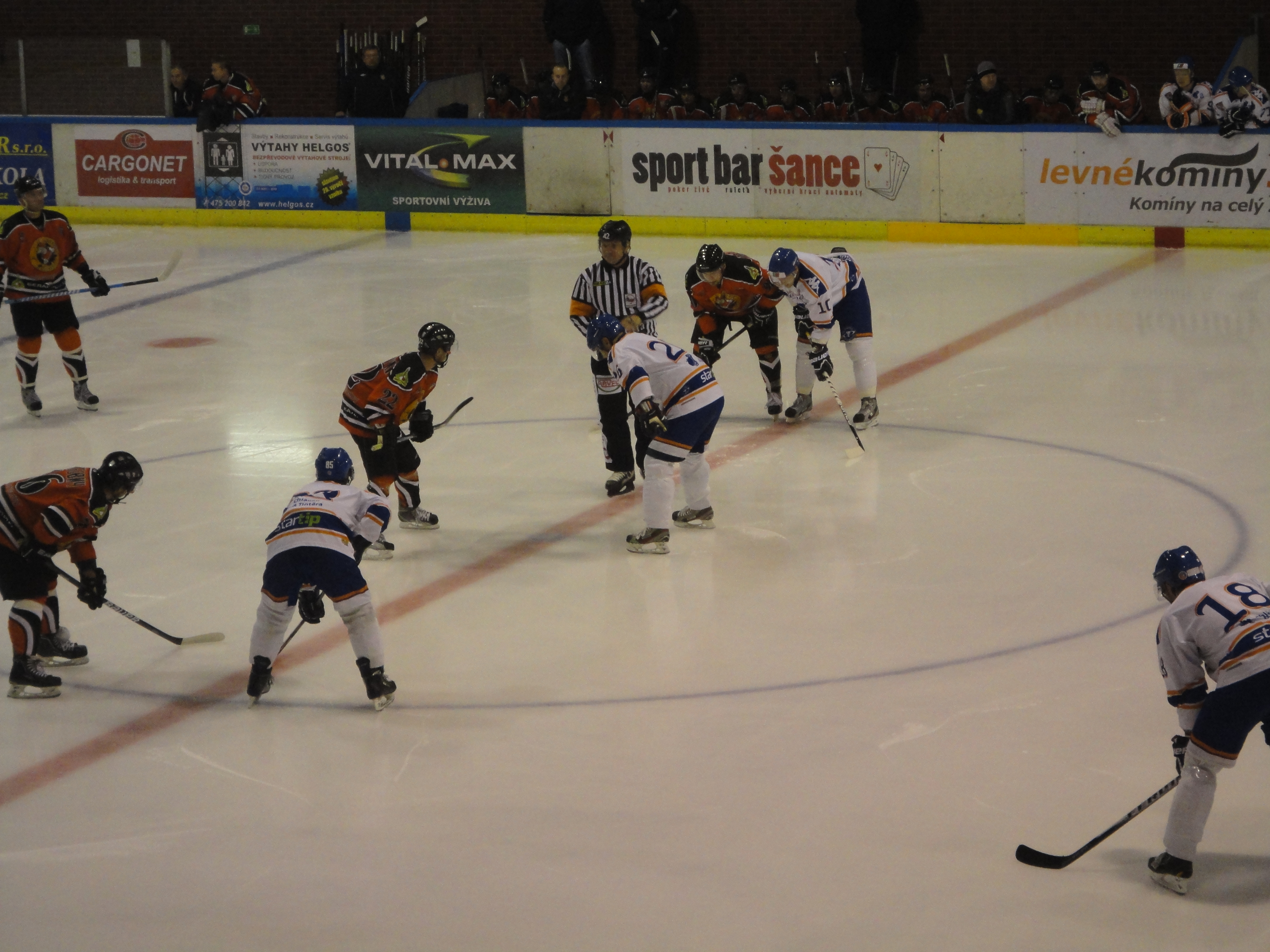
Spielszene (2012), Litoměřice in weißen Trikots

1991 stellte die VTJ Litoměřice den Spielbetrieb ein, während die TJ Rudá hvězda in TJ ODDM Stadion Litoměřice umbenannt wurde und weiter auf regionaler Ebene spielte. 1994 schaffte die Mannschaft den Aufstieg in die drittklassige 2. Liga, stieg aber ein Jahr später wieder in die Kreisklasse (Krajský přebor) ab. Im Jahre 2000 wurde der Verein in HC Stadion Litoměřice umbenannt, ehe 2005 der Spielbetrieb der Herrenmannschaft eingestellt wurde. Wiederum ein Jahr später wurde wieder eine Herrenmannschaft in der Kreisklasse gemeldet, die 2007 den Aufstieg in die 2. česká hokejová liga und 2010 in die 1. Liga realisierte. Im Jahr 2010 wurde zudem die Spielstätte des Vereins, die Kalich aréna, renoviert.

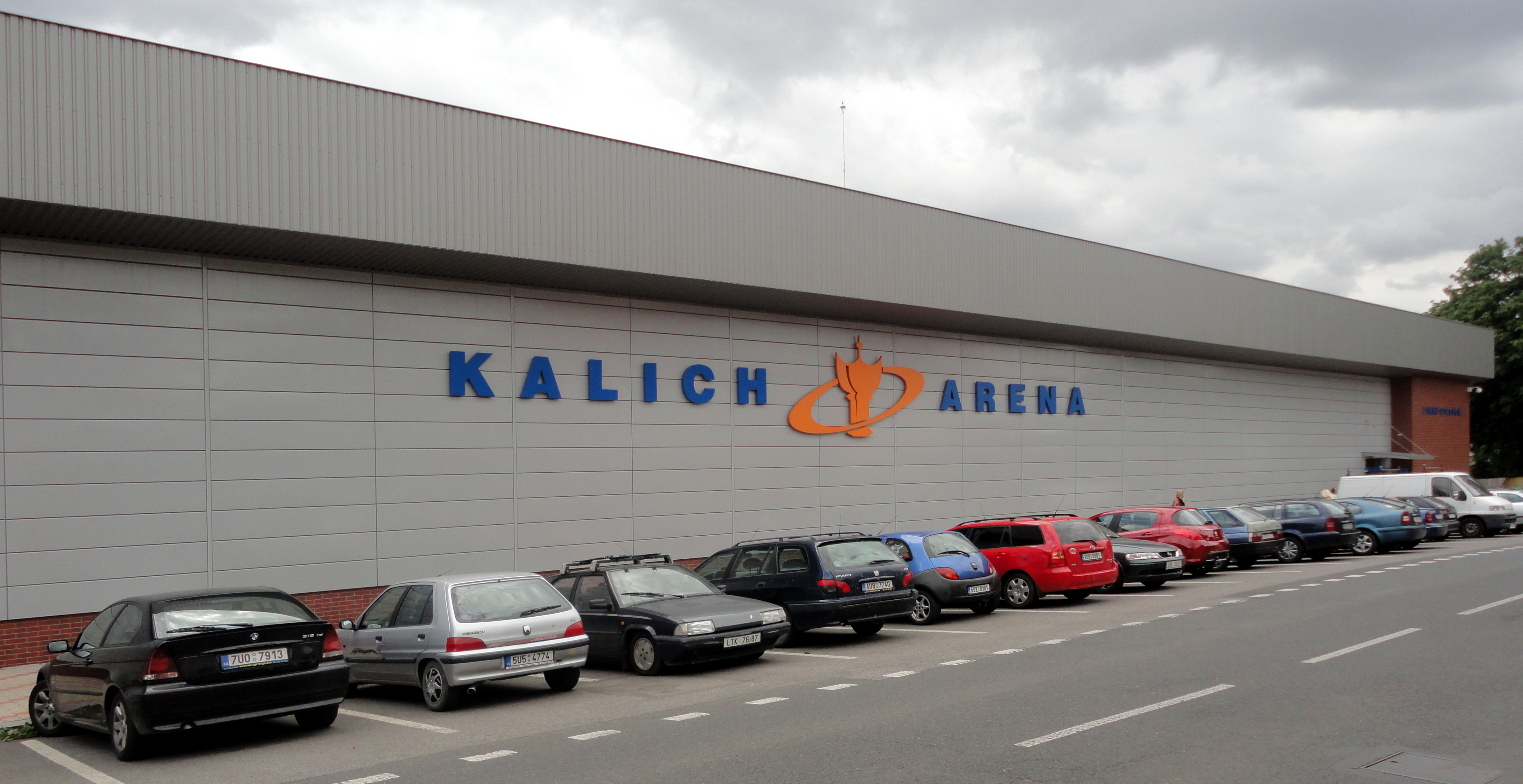
Die Kalich Aréna, Spielstätte des Klubs

In der Saison 2010/11 belegte Litoměřice den 13. Platz, in der Saison 2011/12 den 9. Platz, so dass der Klub jeweils die Play-off-Runde verpasste. Vor der Saison 2012/13 begann eine Partnerschaft mit dem HC Sparta Prag, seit der Saison 2015/16 besteht eine Kooperation mit dem Mountfield HK.

## Erfolge
- Aufstieg in die 1. Liga 2010

## Bekannte ehemalige Spieler
| - Jakub Bartoň - Milan Hnilička - Tomáš Svoboda - Michal Birner | - Radek Kampf - Martin Škoula - Radek Hamr - Kamil Kreps | - Milan Toman - David Hnát - Petr Přikryl |